# Kazimierz Prokopowicz
Kazimierz Prokopowicz, (ros.) Казимир Цезаревич Прокопович (ur. w lipcu 1905 w Bobrujsku, zm. 1976 w ZSRR) – generał brygady WP, radziecki generał major artylerii.

## Życiorys
Pochodził z polskiej rodziny zamieszkałej w Bobrujsku, gdzie skończył dziesięcioklasową szkołę średnią. W 1925 wstąpił do Armii Czerwonej. W 1929 skończył Szkołę Dowódców Artylerii Przeciwlotniczej w Moskwie i kurs doskonalenia dowódców artylerii w Eupatorii. 
W 1938 odbywał służbę jako dowódca dywizjonu 8 pułku artylerii obrony przeciwlotniczej w Witebsku. 29 czerwca 1938 został aresztowany pod zarzutem popełnienia przestępstw z art. art. 63 pkt 2, 71, 72 i 76. Został osadzony w więzieniu NKWD w Witebsku, zwolniony 9 lutego 1939 – tego dnia został także zrehabilitowany wobec nieudowodnienia popełnienia przestępstwa (art. 204).
W sierpniu 1941 ranny w szyję i nogi pod Kijowem w walce z Niemcami. W czerwcu 1944 skierowany do WP na dowódcę 1 Dywizji Artylerii Przeciwlotniczej, z którą przeszedł szlak bojowy i był jej dowódcą do jej rozformowania 30 września 1945. 25 maja 1945 został mianowany generałem brygady przez Prezydium KRN, 11 lipca 1945 mianowany radzieckim generałem majorem artylerii. W WP służył do 31 października 1945 i wrócił do ZSRR, gdzie zmarł.
Był odznaczony m.in. Orderem Krzyża Grunwaldu III klasy.